# Wormaldia coreana
Wormaldia coreana är en nattsländeart som beskrevs av Kumanski 1992. Wormaldia coreana ingår i släktet Wormaldia och familjen stengömmenattsländor. Inga underarter finns listade i Catalogue of Life.